# Thecla orasus
Thecla orasus är en fjärilsart som beskrevs av Frederick DuCane Godman och Osbert Salvin 1887. Thecla orasus ingår i släktet Thecla och familjen juvelvingar. Inga underarter finns listade i Catalogue of Life.